# دوز ژن
دوز ژن ، تعداد کپی‌های یک ژن خاص است که در ژنوم حضور دارند. مشخص شده که دوز ژن با توانایی بیان سلول، از طریق تولید محصولات ژن مورد نظر، مرتبط است، با این حال، مقدار ژن تولید شده در سلول، اغلب به تنظیم بیان ژن وابستگی بیشتری دارد. با این وجود، تغییرات در دوز ژن (تنوع تعداد کپی) به علت درج‌ها یا حذفیات ژنی می تواند دارای پیامدهای فنوتیپی قابل توجهی باشد.

## همچنین ببینید
- تنوع تعداد کپی
- پلی پلوئیدی، آنیوپلوئیدی